# Клас (училище)
Вижте пояснителната страница за други значения на Клас.
Клас се нарича формална група ученици в начално, основно или средно училище разделени по възрастов признак. Обикновено децата родени през една и съща година се включват в един клас. За да не се натрупват много деца в един клас, класовете се разделят на паралелки, които се означават с поредни букви от азбуката. Всеки клас си има класен ръководител.

## Начален курс
Класовете от 1. до 4. съставляват начален курс на обучение, а училището (ако е самостоятелно) се нарича начално училище. От 1. до 4. клас децата имат класен ръководител, който им преподава над половината учебни предмети. Обикновено децата от даден клас се обучават в една и съща стая. Преди 1944 г. класовете от 1-ви до 4-ти са се наричали отделения.

## Среден курс
Класовете от 5. до 7. клас съставляват среден курс на обучение, а училището (ако е самостоятелно) – прогимназия или основно училище. Тогава учениците си нямат постоянна класна стая (но имат класен ръководител), като почти всеки час са в различен кабинет и при различен учител.

## Горен курс
Класовете от 8. до 12. клас съставляват горен курс на обучение, а училището (ако е самостоятелно) – гимназия или средно училище. И тук учениците си нямат постоянна класна стая (но имат класен ръководител), като почти всеки час са в различен кабинет и при различен учител.